# Crescent Street (metropolitana di New York)
Crescent Street è una fermata della metropolitana di New York situata sulla linea BMT Jamaica. Nel 2019 è stata utilizzata da 1 391 945 passeggeri. È servita dalla linea J, attiva 24 ore su 24, e dalla linea Z, attiva solo nell'ora di punta del mattino in direzione Manhattan e nell'ora di punta del pomeriggio in direzione Queens.

## Storia
La stazione fu aperta il 30 maggio 1893. È stata ristrutturata nel 2007.

## Strutture e impianti
La stazione è posta su un viadotto al di sopra di Fulton Street, ha due binari e una banchina ad isola. All'estremità orientale della banchina si trova la struttura che ospita i tornelli e le due scale per il piano stradale che portano al lato ovest dell'incrocio con Crescent Street.

## Interscambi
La stazione è servita da alcune autolinee gestite da NYCT Bus.
- Fermata autobus